# Electrificación ferroviaria de 15 kV de CA

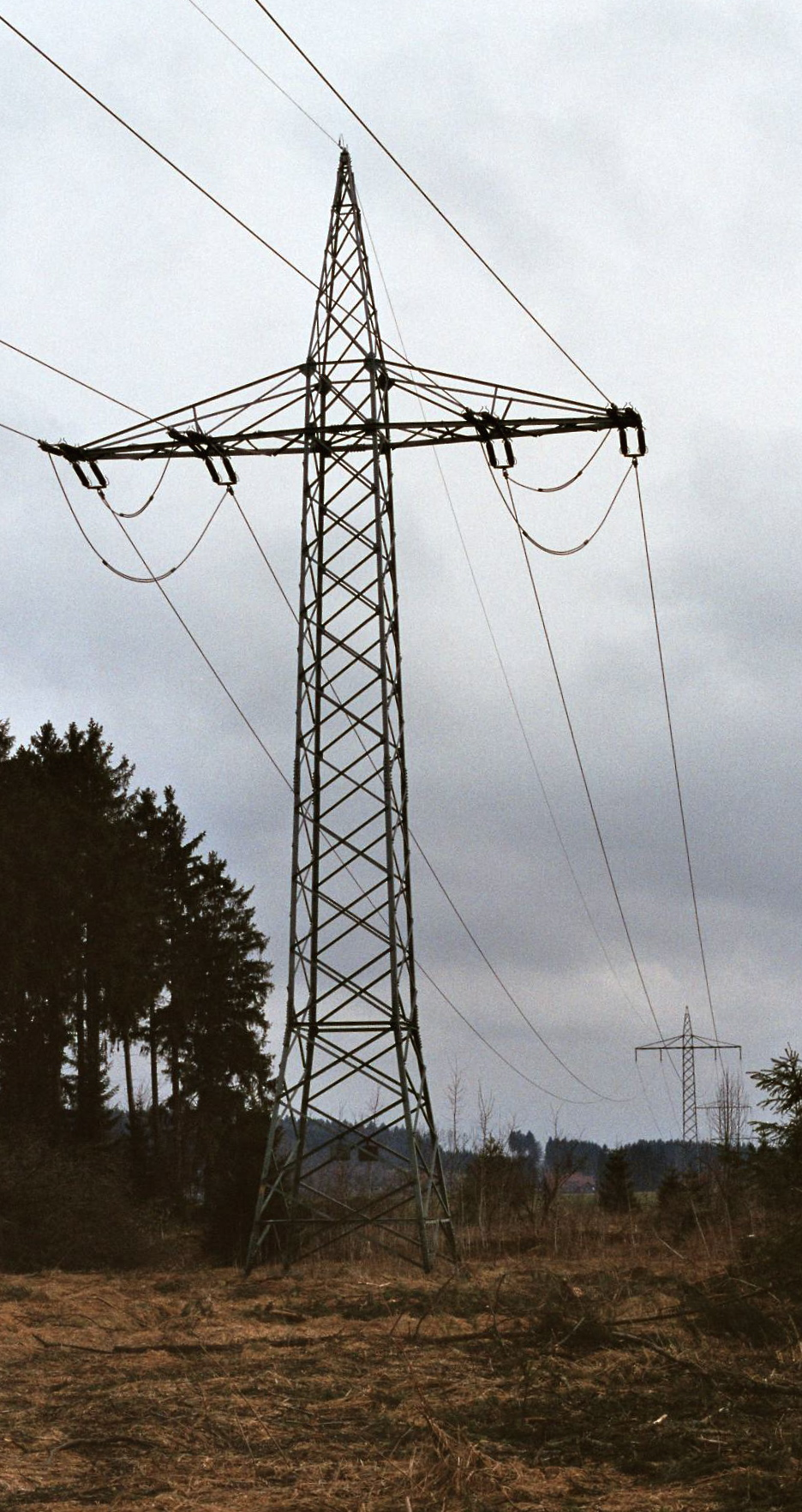
Un poste de una línea de alta tensión de una sola fase de CA de 110 kV cerca de Bartholomä en Alemania. Las líneas de este tipo se utilizan en Alemania para suministrar a ferrocarriles eléctricos monofásicos en CA en 16,7 Hz. En las subestaciones del ferrocarril se usan transformadores para bajar a 15 kV.

El sistema electrificación ferroviaria de 15 kV 16,7 Hz de CA se utiliza en Alemania, Austria, Suiza, Suecia y Noruega. La alta tensión permitía transmitir alta potencia con frecuencia más baja, lo que reduce las pérdidas de los motores de tracción que estaban disponibles a principios del siglo XX. 
La electrificación ferroviaria a finales del siglo XX tiende a utilizar sistemas de CA de 25 kV y 50 Hz que se ha convertido en la normativa preferida para nuevas electrificaciones ferroviarias, pero no es completamente improbable que se construyan prolongaciones de las redes existentes a 15 kV. En particular, el túnel de base de San Gotardo (abierto el 1 de junio de 2016) todavía utiliza la electrificación de 15 kV, 16,7 Hz,  a pesar de que conecta con el sistema italiano en el extremo sur, que usa 25 kV, 50 Hz. Esto obliga a que las locomotoras estén preparadas para admitir electrificación bitensión.
Debido a los altos costos de conversión, no es probable que los sistemas existentes de 15 kV, 16,7 Hz se conviertan a 25 kV, 50 Hz a pesar del hecho que esto reduciría el peso de los transformadores de a bordo a un tercio de los dispositivos actuales.